# Plan de relanzamiento de Francia de 2009
El plan de relanzamiento francés de 2009 es un plan que fue decidido por el presidente de la República Nicolas Sarkozy para reactivar la economía de Francia, después de la crisis económica de 2008 que afectó duramente los países de la Unión Europea. El plan se basa principalmente en la inversión y consiste en 26 mil millones de euros.

## Anunciamiento
13 de octubre de 2008, Nicolas Sarkozy anunció durante una reunión especial del gobierno un plan de rescate a los bancos.
El Presidente anunció el 4 de diciembre en Douai, un plan para reactivar la economía de 26 mil millones de euros. El plan complementa las medidas ya emprendidas por el Gobierno para rescatar los bancos.

## Las medidas
El plan se enfoca en una reactivación de la inversión, que contribuye a apoyar los negocios de hoy mientras mejora la competitividad de las empresas. Este plan consiste en mayor parte en inversión pública (10,5M€) y en ayuda a las empresas (11,4M€). La inversión pública se realizará en las estructuras (defensa, transporte, educación superior e investigación, el patrimonio) y también a través del apoyo a las comunidades locales. El apoyo a la inversión de las empresas debería mejorar la liquidez de las empresas y la competitividad de las PYMES. Hay también medidas para la vivienda (1,8M€) y la solidaridad (construcción y renovación urbana, prima de solidaridad activa). 
Relanzamiento de la inversión pública

El plan tiene como objetivos acelerar la inversión para reactivar la economía y prepararse para la competitividad de las empresas. Las principales medidas para relanzar la inversión son:
- El aumento de 4 mil millones de euros de inversión de las grandes empresas públicas para modernizar y desarrollar redes en el ferrocarril, correos y energía.
- El aumento de 4 mil millones de la inversión directa del Estado en áreas estratégicas: desarrollo sostenible, educación superior e investigación, industrias de defensa.
- El apoyo del Estado para la inversión de las comunidades locales con 2,5 mil millones de euros.

Apoyo a la financiación empresarial

Los objetivos son apoyar la actividad económica. Las principales medidas son:
- La aceleración de reembolso por las administraciones públicas de 11,5 mil millones de euros debidos a la economía para mejorar la liquidez de las empresas, ya que a menudo carecen dinero disponible para garantizar su financiación.
- Ayudas adicionales de 4 mil millones de euros para financiar las PYMES, además de los 22 mil millones prometidos anteriormente.

Impulso al empleo

Los objetivos son fomentar la contratación y proteger los puestos de trabajo amenazados. Las principales medidas son:
- La asistencia durante un año a las pequeñas empresas con menos de 10 empleados para estimularles a contratar. Esta ayuda consistirá en el reembolsamiento de las cargas sobre los salarios de los nuevos contratados, a nivel del salario mínimo.
- Una dotación de 500 millones de euros adicionales en la revisión de la Ley de finanzas presentada en enero de 2009, para hacer frente a un aumento de las necesidades de financiación de las políticas activas de empleo.

Fortalecimiento de las políticas de vivienda

Los objetivos son contener el aumento de los precios y mantener puestos de trabajo en el sector. Las principales medidas son la construcción o adquisición de 100 000 viviendas adicionales en 2009 y 2010 y la duplicación del préstamo a tasa cero para adquisiciones de nueve viviendas en 2009.
Revitalizacion del sector de la automoción

Los objetivos son actuar sobre la demanda de vehículos y fomentar la reestructuración duradera del sector para hacerlo más competitivo, más resistente a la economía y más innovador. La principal medida es el establecimiento de una «prima» durante la retirada del mercado de un automóvil de más de 10 años para apoyar el sector de la automoción.
Fortalecimiento de la solidaridad

El objetivo de las medidas son de responder a una necesidad de justicia social y garantizar el poder adquisitivo de los pobres. El ingreso de solidaridad activa (RSA) tiene por objeto conciliar la solidaridad con el trabajo. El Programa se ampliará a partir del 1 de junio de 2009. 4 millones de personas recibirán en abril de 2009 una prima excepcional de 200 euros.

## Impacto sobre las finanzas públicas
La programación de las finanzas públicas será modificada por la revisión la Ley de finanzas en enero de 2009, como cada año. Los gastos del plan afectarán las leyes de finanzas de 2009 y también de 2010 en cuanto a ciertas inversiones. En 2009, el aumento en el déficit causado por el plan debería ser alrededor de 0.8 por ciento del PIB. A partir de 2010, este impacto será marginal. 
El deterioro del déficit presupuestario del estado se estima a 19 mil millones de euros para un déficit total estimado en 76,3 millones de euros en 2009. El efecto debería limitarse a alrededor de 1 millones de € en 2010 en comparación con la programación inicial. De hecho, el plan consiste en gastos temporales, que no tienen efecto a partir de 2011, y de gastos anticipados, anteriormente previstos para 2011 y 2012. En estas circunstancias, el objetivo de déficit en 2012 tal como se presenta en el programa la ley de las finanzas públicas se mantiene o ha mejorado ligeramente.
Por lo tanto, el plan no afectará el objetivo del gobierno de restablecer el equilibrio del presupuesto en 2012. Se estima que el déficit público en 2012 alcanzará el 1,1% del PIB contra 1,2% actualmente sin el plan de relanzamiento.
El plan interviene después del lanzamiento por el gobierno de un grande esfuerzo iniciado hace dieciocho meses para reducir los costes de explotación y de intervención del gobierno para liberar recursos para la inversión. Cada ministerio ha reducido mucho las costes de intervención para permitir inversiones más útiles. El gobierno ha también anunciado que el plan de relanzamiento debería reactivar estos esfuerzos.

## Aplicación
Un esfuerzo especial ha sido previsto por el gobierno para asegurar la copia del plan de relanzamiento. Un funcionario a nivel ministerial, Patrick Devedjian, ha sido designado para cumplir el plan. Patrick Devedjian fue nombrado oficialmente el 5 de diciembre «Ministro encargado de la aplicación del plan de relanzamiento». El nombre oficial del plan es «Plan excepcional de inversiones para la actividad y el empleo». El ministro del relanzamiento tiene un presupuesto específico para un máximo de dos años. Un presupuesto especial se creará en la revisión de la Ley de finanzas, que será aprobado por el primer Consejo de Ministros de 2009. Así se puede verificar que los recursos previstos están realmente realizados.
El proyecto de ley de Finanzas Ley de 2009 (que determina, por un año, la naturaleza y el monte de los recursos y gastos del gobierno y el equilibrio presupuestario) para 2009 fue aprobado definitivamente por el Parlamento, el 17 de diciembre de 2008. El 19 de diciembre, una revisión de la ley de financiación fue presentado por el Consejo de Ministros para permitir que las medidas del plan de reactivación de la economía sean aplicadas. Un proyecto de ley para revisar de nuevo el presupuesto inicial será presentado al Parlamento el 5 de enero de 2009. Incluirá nuevas medidas destinadas a promover la inversión y mejorar la tesorería de las empresas.